# Arial
Arial ([ˈɛəɹiəl]) — гротескний шрифт, створений 1982 року шрифтовими дизайнерами Робіном Ніколасом і Патрішею Сандерс для Monotype. Мета створення Arial полягала в тому, аби запропонувати легше читану альтернативу поширеному шрифту Helvetica Макса Мідінгера на моніторах з низькою роздільністю.
Arial характеризується великою шириною середніх елементів символів і простими формами без зарубок. Шрифт набув широкої поширеності, оскільки стандартно поширюється разом із Microsoft Windows 3.1.

## Arial і Helvetica
Попри поширені ствердження, Arial не створювався як цілковита копія шрифту Helvetica. Натомість шрифт Grotesque 215 від Monotype був змінений таким чином, аби він відповідав метрикам Helvetica. Тому Arial і Helvetica геометрично походять один на одного, хоча, будучи підготовленим, форми їхніх символів легко відрізнити.

## Критика
Численні типографи сприймають Arial як негарний, оскільки форми його символів досить бідні та незбалансовані, а його велика ширина середніх елементів суперечить загальному розвитку в часі. Зокрема, великі літери здаються товщими через високу оптичну густину сірого тону.

## Класифікація
- За стандартом DIN 16518 Arial категоризується в групі VIa (лінійна антиква без зарубок із класичним характером).

## Arial у комп'ютерній техніці
При використанні принтерів, які підтримують PostScript в операційній системі Microsoft Windows, Arial часто самостійно замінюється на попередньо встановлену Helvetica, аби виграти (на сьогодні мінімальну) швидкість друку. Якщо необхідно роздрукувати саме в шрифті Arial, необхідно обрати «Особливості» в «Меню» відповідного принтера, викликати вкладинку «Замінна таблиця для шрифтів» і надати Arial опцію «Завантажити як шрифт». Це необхідно для чотирьох варіантів шрифту (звичайний, напівжирний, курсив, напівжирний курсив).
Спеціальний варіант Arial Unicode MS — досить широко поширений шрифт, яка містить більшість символів Юнікоду. Він менше пристосований для символів неазійських мов, оскільки цей шрифт не має курсивного варіанту, а також кернінгу, який слугує для гармонійнішого відображення виведеного тексту.